# Johnnie Walker (Moderator)
Johnnie Walker, MBE, (* 30. März 1945 als Peter Dingley in Hampton in Arden, Warwickshire, Vereinigtes Königreich; † 31. Dezember 2024) war ein britischer Hörfunkmoderator und DJ. Er zählte zu den bekanntesten Radiopersönlichkeiten des Landes.

## Leben
Walker wurde 1945 in der Nähe von Birmingham geboren. Sein Vater verkaufte Galvanisierungsanlagen für Autoteile bei W. Canning & Co. in Birmingham, und seine Mutter Mary war von 1979 bis 1991 Ratsmitglied der Konservativen in Solihull. Er besuchte die Ruckleigh School bis zum Alter von acht Jahren und ging dann auf die Solihull School, wo er Musikunterricht erhielt und Rugby spielte. Da er die Abiturprüfungen nicht bestand, arbeitete er ab 1961 zunächst als Lehrling in einer Autowerkstatt und erwarb später am Gloucester Technical College einen City-and-Guilds-Abschluss als Kfz-Mechaniker. Neben der Arbeit in seinem Beruf und im Autoverkauf begann er ab Ende 1964 unter dem Namen Peter Dee jeden Freitagabend im Locarno Ballroom in Birmingham als DJ Schallplatten aufzulegen. In der Folgezeit erhielt er weitere Engagements, und seine Nebentätigkeit nahm ihn immer mehr in Anspruch. 1966 beschloss er schließlich, seinen bisherigen Hauptberuf aufzugeben.
1971 heiratete Walker Frances Kum; aus der geschiedenen Ehe stammten eine Tochter und ein Sohn. Im Dezember 2002 heiratete er Tiggy Jarvis. 2003 erhielt Walker den BASCA Gold Badge Award für „Personen, die einen herausragenden Beitrag zur britischen Musik- und Unterhaltungsindustrie leisten“, der jährlich von PRS for Music gesponsert wird. Ebenfalls 2003 machte er öffentlich, dass er an Krebs erkrankt sei, eine Behandlung beginnen werde und daher eine Auszeit nehmen müsse. Seine Radiosendungen wurden in der Zeit seiner Abwesenheit von Stuart Maconie und Noel Edmonds moderiert. Walker kehrte im März 2004 zurück. Im selben Jahr erhielt er den Sony Radio Gold Award, der ihm von Elton John überreicht wurde.
Bei den britischen Neujahrsehrungen, den New Year Honours, wurde er 2006 zum MBE ernannt. Im selben Jahr erschien das von ihm autorisierte Buch Johnnie Walker – Cruisin’ The Formats, das seine Radioarbeit über vierzig Jahre hinweg beschreibt. Im Mai 2007 veröffentlicht Walker seine Autobiografie mit dem Titel The Autobiography.
Nachdem 2013 bei Walkers zweiter Ehefrau Frau Brustkrebs diagnostiziert worden war, pflegte er sie. Beide wurden 2014 Schirmherren von Carers UK. Im September 2015 veröffentlichte sie das Fototagebuch Unplanned Journey, in dem sie ihre Erfahrungen mit der Krebsdiagnose und -behandlung dokumentierte. Alle Einnahmen aus dem Buch wurden an Carers UK gespendet.
Im Januar 2019 wurde Walker für mehrere Wochen wegen eines Herzleidens behandelt und musste seine Sendungen ruhen lassen. Nachdem bei ihm idiopathische Lungenfibrose, eine Form der Lungenentzündung, diagnostiziert worden war, moderierte Walker seine Radiosendungen ab März 2020 von seinem Haus in Shaftesbury, Dorset, aus und war zusammen mit seiner Frau im Podcast Consciously Coupling zu hören. Ab Januar 2024 wurde er von seiner Frau Vollzeit gepflegt – im Juni wurde bekanntgegeben, dass er unheilbar krank sei.
Walker starb im Dezember 2024 im Alter von 79 Jahren. Sein Tod wurde von Radiomoderator Bob Harris zu Beginn einer Silvester-Sondersendung von Sounds of the 70s bekanntgegeben, die er zuvor von Walker übernommen hatte. Helen Thomas, Leiterin von BBC Radio 2, sagte: „Jeder bei Radio 2 ist untröstlich über das Ableben von Johnnie, einer beliebten Rundfunklegende.“ BBC-Generaldirektor Tim Davie beschrieb Walker als „Pop-Radio-Pionier und Verfechter großartiger Musik“ und fügte hinzu: „Niemand hat das Publikum so sehr geliebt wie Johnnie, und wir haben ihn geliebt.“
Seine Witwe Tiggy sagte, dass sie „nicht stolzer sein könnte“, wie Johnnie bis kurz vor seinem Tod auf Sendung blieb. „Er behielt bis zum Ende sein charmantes, humorvolles Wesen, […] was für ein starker, erstaunlicher Mann. Es war eine Achterbahnfahrt von Anfang bis Ende“, kommentierte sie und fügte hinzu: „Und wenn ich sagen darf – was für ein Tag zum Abschied. Er wird Silvester mit einem Haufen großartiger Musiker im Himmel feiern. Ein Jahr nach seiner letzten Live-Show. Gott segne diesen außergewöhnlichen Ehemann von mir, der jetzt an einem Ort des Friedens ist.“

### Karriere
Walker wurde im Mai 1966 vom Seepiratensender Swinging Radio England noch vor dessen Sendestart als Discjockey engagiert. Allerdings durfte er hier nicht mehr als Peter Dee auftreten, weil dieser Name zu starke Ähnlichkeit mit dem seines Kollegen Roger Day hatte. Darum legte er sich als neuen DJ-Namen Johnnie Walker zu und benutzte diesen bis zuletzt.
Mit der ziemlich abrupten Beendigung des Sendebetriebs von Swinging Radio England am 4. November 1966 endete gleichzeitig auch Walkers Tätigkeit für diesen Sender, und er wechselte noch im selben Monat zum Konkurrenzsender Radio Caroline. Dort wurde nicht nur er selbst durch seine abendliche dreistündige Johnnie Walker Show einem sehr großen Hörerpublikum bekannt, sondern er trug gleichzeitig nicht unwesentlich zum Erfolg von Radio Caroline bei.
Als am 15. August 1967 das britische Marine Broadcasting Offences Act als Gesetz in Kraft trat und jegliche Unterstützung von Piratensendern mit Strafe bedrohte, war es Radio Caroline als einziger der seinerzeit zahlreichen Seesender, der sich dem Gesetz widersetzte und weitersendete. Vor dem Mikrofon saß Walker, als an diesem Tag um Mitternacht Radio Caroline in die Illegalität ging.
Nachdem Radio Caroline 1968 seinen Sendebetrieb für mehrere Jahre unterbrach, wechselte Walker 1969 zu BBC Radio 1. Dort blieb er sieben Jahre. Sein Verlangen, in seinen Shows nicht nur Singles, sondern auch Albumtitel spielen zu wollen, und seine Behauptung, die Bay City Rollers seien „musikalischer Müll“, führten zu einem Zerwürfnis mit der Programmdirektion. Mit der Konsequenz, dass er 1976 nicht nur den Sender, sondern darüber hinaus sogar sein Heimatland verließ und nach Kalifornien übersiedelte. Dort arbeitete er für den Sender KSAN in San Francisco. Zusätzlich erstellte er vorproduzierte Wochenshows, die in Europa von Radio Luxemburg ausgestrahlt wurden.
1981 kehrte er nach England zurück und arbeitete für die lokalen kommerziellen Sender Radio West und Wiltshire Radio in Bristol, die 1985 zu GWR fusionierten.
Im Januar 1987 ging Walker zur BBC zurück. Dort hatte er ab dann Programme bei BBC Radio 1, BBC GLR, BBC Radio 5 und schließlich BBC Radio 2, für die er ab 1998 montags bis freitags die zweistündige Drivetime Show moderierte. Von Juni 2003 bis Februar 2004 musste er aus gesundheitlichen Gründen pausieren. Er moderierte sonntagnachmittags auf BBC Radio 2 die Johnnie Walker Show. Im Oktober 2024 moderierte er sein letztes Programm auf BBC 2 und beendete anschließend aus gesundheitlichen Gründen seine Rundfunkkarriere.

## Auszeichnungen
- 2003: BASCA Gold Badge Award
- 2004: Sony Radio Gold Award
- 2006: Member of British Empire (MBE)